# Saint-Martin (Meurthe-et-Moselle)
Pour les articles homonymes, voir Saint-Martin.
Saint-Martin est une commune française située dans le département de Meurthe-et-Moselle en région Grand Est. C'est un village-rue typique de la Lorraine.

## Géographie

### Communes limitrophes
| Blémerey |              | Chazelles-sur-Albe  |
|          | Saint-Martin |                     |
| Fréménil | Herbéviller  | Domèvre-sur-Vezouze |

### Hydrographie
La commune est dans le bassin versant du Rhin au sein du bassin Rhin-Meuse. Elle est drainée par la Vezouze et le ruisseau d'Albe,.
La Vezouze, d'une longueur de 75 km, prend sa source dans la commune de Saint-Sauveur et se jette  dans la Meurthe à Rehainviller, après avoir traversé 24 communes. 

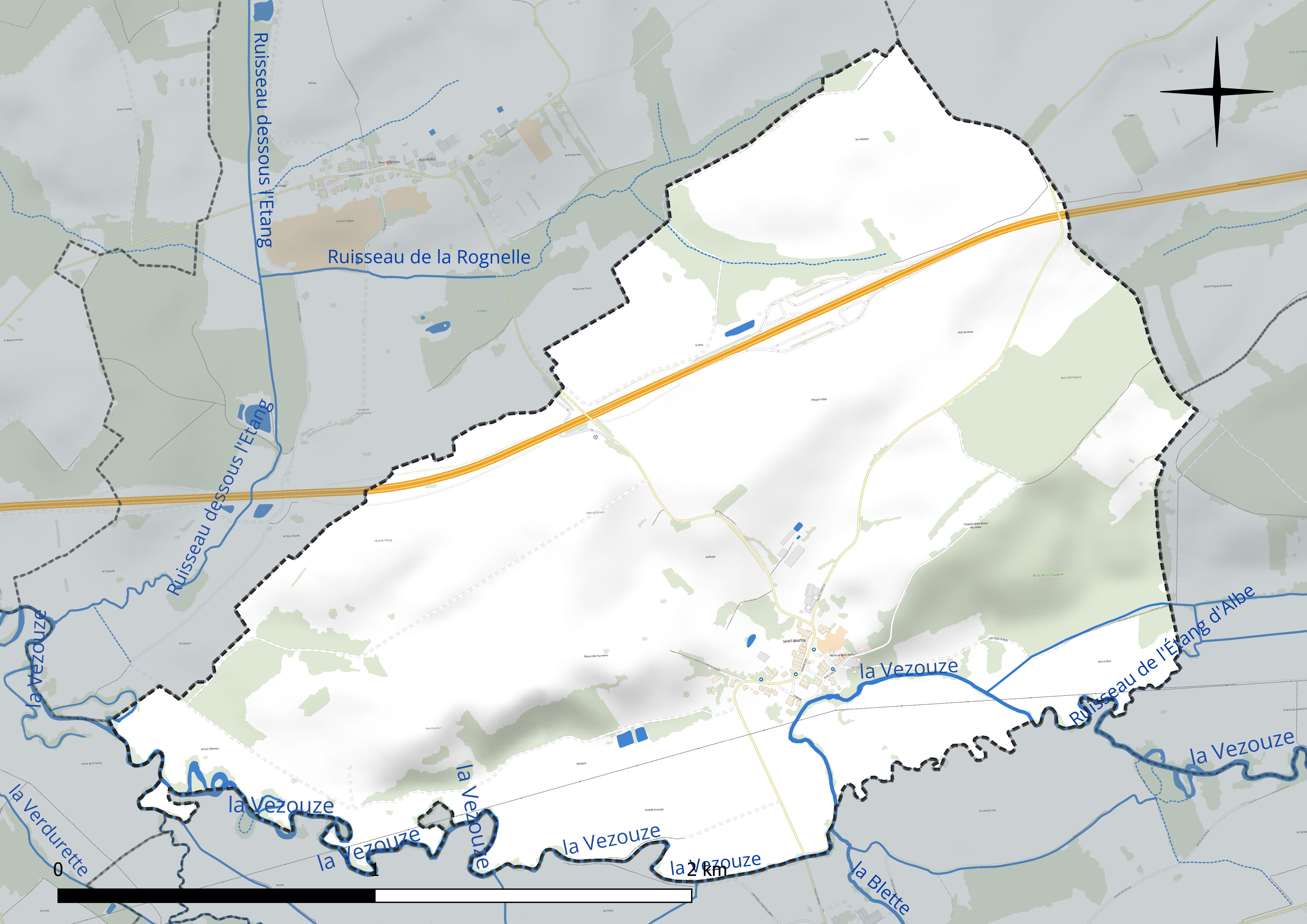
Réseau hydrographique de Saint-Martin.

### Climat
Pour des articles plus généraux, voir Climat du Grand Est et Climat de Meurthe-et-Moselle.
En 2010, le climat de la commune est de type climat des marges montargnardes, selon une étude du Centre national de la recherche scientifique s'appuyant sur une série de données couvrant la période 1971-2000. En 2020, Météo-France publie une typologie des climats de la France métropolitaine dans laquelle la commune est exposée à un climat semi-continental et est dans la région climatique  Vosges, caractérisée par une pluviométrie très élevée (1 500 à 2 000 mm/an) en toutes saisons et un hiver rude (moins de 1 °C). 
Pour la période 1971-2000, la température annuelle moyenne est de 9,9 °C, avec une amplitude thermique annuelle de 16,6 °C. Le cumul annuel moyen de précipitations est de 902 mm, avec 12,3 jours de précipitations en janvier et 9,8 jours en juillet. Pour la période 1991-2020, la température moyenne annuelle observée sur la station météorologique de Météo-France la plus proche, « St Maurice », sur la commune de Saint-Maurice-aux-Forges à 9 km à vol d'oiseau, est de 10,5 °C et le cumul annuel moyen de précipitations est de 837,4 mm. 
La température maximale relevée sur cette station est de 39,2 °C, atteinte le 25 juillet 2019 ; la température minimale est de −19,9 °C, atteinte le 1er mars 2005,,. 
Les paramètres climatiques de la commune ont été estimés pour le milieu du siècle (2041-2070) selon différents scénarios d'émission de gaz à effet de serre à partir des nouvelles projections climatiques de référence DRIAS-2020. Ils sont consultables sur un site dédié publié par Météo-France en novembre 2022.

## Urbanisme

### Typologie
Au 1er janvier 2024, Saint-Martin est catégorisée commune rurale à habitat dispersé, selon la nouvelle grille communale de densité à sept niveaux définie par l'Insee en 2022.
Elle est située hors unité urbaine et hors attraction des villes,.

### Occupation des sols
L'occupation des sols de la commune, telle qu'elle ressort de la base de données européenne d’occupation biophysique des sols Corine Land Cover (CLC), est marquée par l'importance des territoires agricoles (79,6 % en 2018), en diminution par rapport à 1990 (85 %). La répartition détaillée en 2018 est la suivante : terres arables (41 %), prairies (28,5 %), forêts (14,5 %), zones agricoles hétérogènes (10,1 %), zones industrielles ou commerciales et réseaux de communication (5,9 %). L'évolution de l’occupation des sols de la commune et de ses infrastructures peut être observée sur les différentes représentations cartographiques du territoire : la carte de Cassini (XVIIIe siècle), la carte d'état-major (1820-1866) et les cartes ou photos aériennes de l'IGN pour la période actuelle (1950 à aujourd'hui).

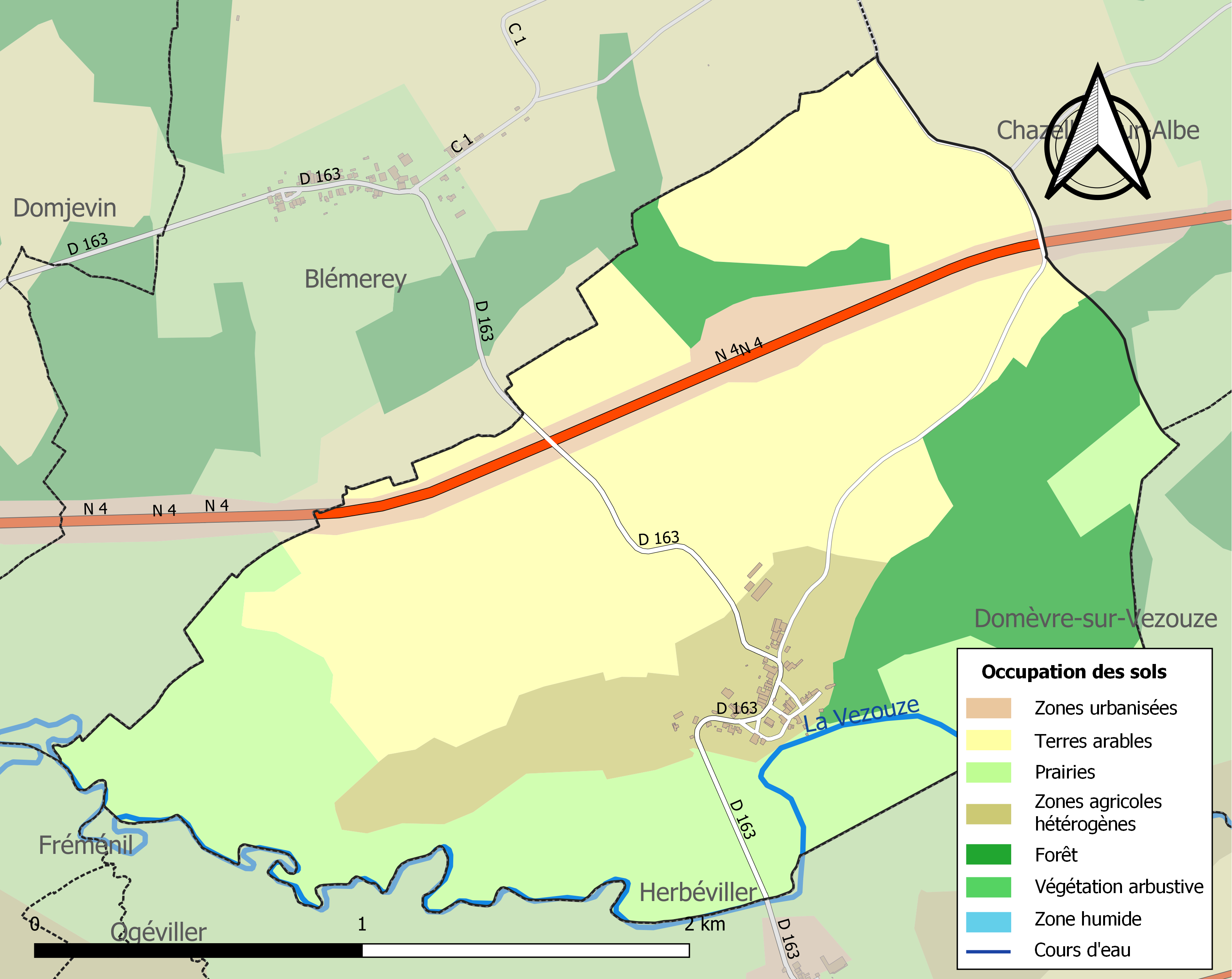
Carte des infrastructures et de l'occupation des sols de la commune en 2018 (CLC).

## Toponymie
Saint-Martin est un hagiotoponyme. Saint martin est un nom de localités très répandu dans toute la France.

Plusieurs saints personnages ont porté ce nom. Le plus populaire est Martin de Tours, évêque et partageur de manteaux, qui évangélisa la Gaule au IVe siècle, fut en effet considéré par les populations médiévales comme le symbole de la victoire du christianisme sur les traditions païennes. Le culte du saint commença dès sa mort, on donna souvent son nom a des chapelles ou des églises édifiées en lieu et place de temples païens.

## Politique et administration

### Tendances politiques et résultats
Saint-Martin vote régulièrement en faveur de la droite nationale et conservatrice française lors des élections présidentielles.
En 2002, au premier tour Jean-Marie Le Pen fit : 52,63 %. En 2002, au premier tour Bruno Mégret fit : 2,63 %.
En 2007, au premier tour Jean-Marie Le Pen fit : 51,85 %. En 2007, au premier tour Philippe de Villiers fit : 5,56 %. Ce qui fit de Saint-Martin la troisième commune de France à avoir le plus voté pour Jean-Marie Le Pen en 2002, après Veney et Brachay.

### Liste des maires
| Période                                  | Période                   | Identité                                        | Étiquette | Qualité     |
| ---------------------------------------- | ------------------------- | ----------------------------------------------- | --------- | ----------- |
| Les données manquantes sont à compléter. |                           |                                                 |           |             |
| mars 2001                                | En cours (au 27 mai 2020) | Frédéric Maillot Réélu pour le mandat 2020-2026 |           | Agriculteur |

## Population et société

### Démographie
L'évolution du nombre d'habitants est connue à travers les recensements de la population effectués dans la commune depuis 1793. Pour les communes de moins de 10 000 habitants, une enquête de recensement portant sur toute la population est réalisée tous les cinq ans, les populations de référence des années intermédiaires étant quant à elles estimées par interpolation ou extrapolation. Pour la commune, le premier recensement exhaustif entrant dans le cadre du nouveau dispositif a été réalisé en 2006.

En 2022, la commune comptait 54 habitants, en évolution de −6,9 % par rapport à 2016 (Meurthe-et-Moselle : −0,13 %, France hors Mayotte : +2,11 %).
| 1793 | 1800 | 1806 | 1821 | 1831 | 1836 | 1841 | 1846 | 1851 |
| ---- | ---- | ---- | ---- | ---- | ---- | ---- | ---- | ---- |
| 249  | 283  | 275  | 284  | 310  | 320  | 330  | 298  | 283  |

| 1856 | 1861 | 1872 | 1876 | 1881 | 1886 | 1891 | 1896 | 1901 |
| ---- | ---- | ---- | ---- | ---- | ---- | ---- | ---- | ---- |
| 264  | 246  | 243  | 246  | 237  | 232  | 209  | 210  | 183  |

| 1906 | 1911 | 1921 | 1926 | 1931 | 1936 | 1946 | 1954 | 1962 |
| ---- | ---- | ---- | ---- | ---- | ---- | ---- | ---- | ---- |
| 175  | 167  | 88   | 103  | 105  | 112  | 97   | 90   | 78   |

| 1968 | 1975 | 1982 | 1990 | 1999 | 2006 | 2011 | 2016 | 2021 |
| ---- | ---- | ---- | ---- | ---- | ---- | ---- | ---- | ---- |
| 63   | 62   | 67   | 53   | 55   | 78   | 70   | 58   | 55   |

| 2022 | - | - | - | - | - | - | - | - |
| ---- | - | - | - | - | - | - | - | - |
| 54   | - | - | - | - | - | - | - | - |

## Culture locale et patrimoine

### Lieux et monuments

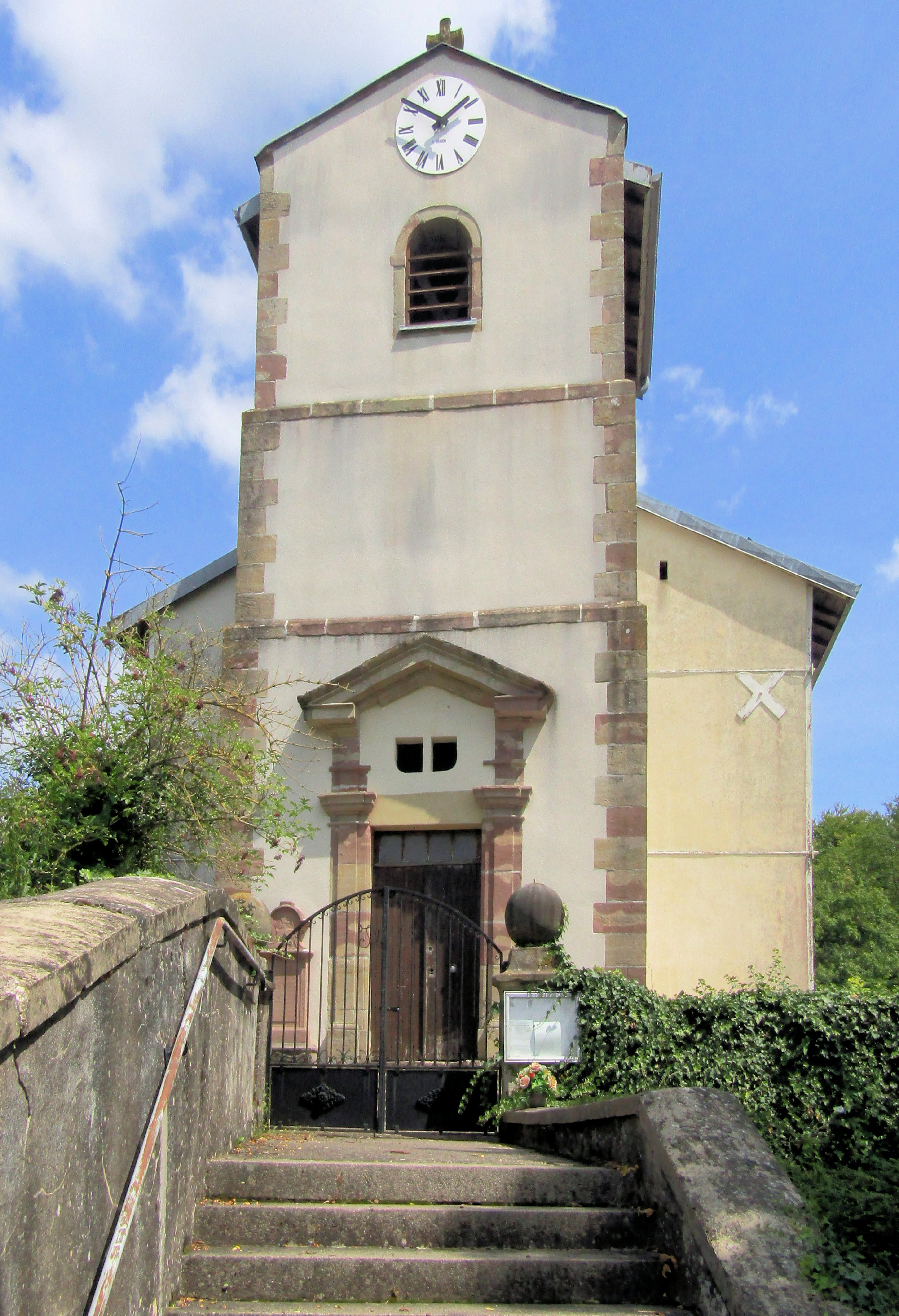
L'église Saint-Martin.

- Église Saint-Martin XVIIIe : tour avec toit en bâtière.
- Chapelle Notre-Dame-de-Lorette sur un site funéraire mérovingien, reconstruite après 1918.

### Héraldique
| Blason de Saint-Martin | Blason  | D'azur à un saint Martin d'or accompagné en chef de deux croix de Lorraine d'argent, au chef du même chargé de trois coquilles de sable. |
| Blason de Saint-Martin | Détails | Le statut officiel du blason reste à déterminer.                                                                                         |